# الضاربة (المضاربة والعارة)

تعديل مصدري - تعديل

الضاربـة هي إحدى قرى عزلة المضاربة بمديرية المضاربة والعارة التابعة لمحافظة لحج، بلغ تعداد سكانها 209 نسمة حسب تعداد اليمن لعام 2004.